# Gruppenvergewaltigung in Freiburg

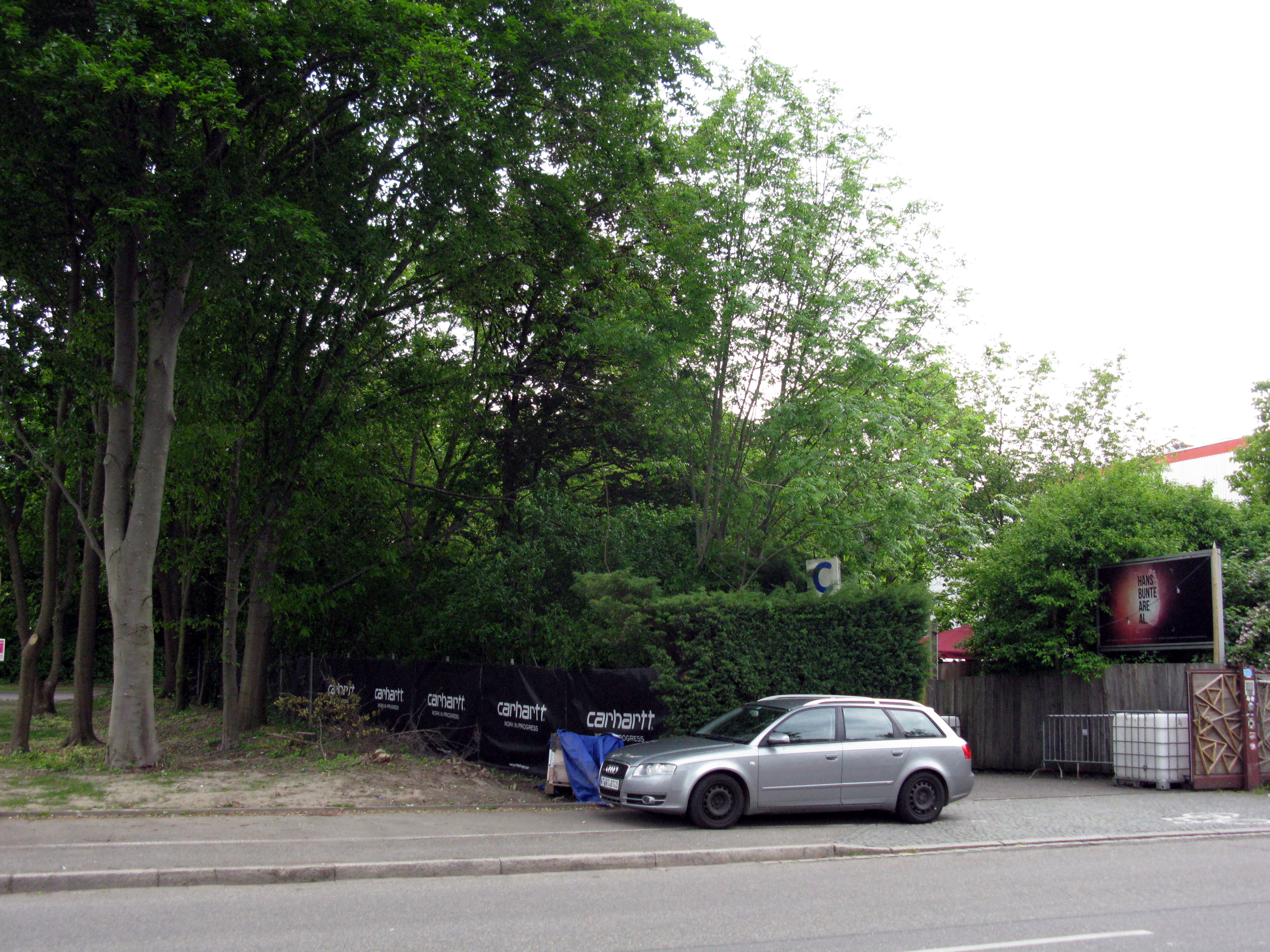
Eingang zur Disco „Hans-Bunte-Areal“ in Freiburg mit Tatort im Wäldchen, das inzwischen teilweise gerodet wurde

Die Gruppenvergewaltigung in Freiburg war die Vergewaltigung einer 18-jährigen Frau durch mehrere Männer in der Nähe des Clubs „Hans-Bunte-Areal“ in Freiburg im Breisgau am 13. Oktober 2018. In den Massenmedien und sozialen Medien wurde die Tat als Gruppenvergewaltigung bezeichnet; die Anklage im folgenden Strafprozess verwendete die Bezeichnung indessen nicht, weil die Einzeltaten nacheinander erfolgt waren. Am 23. Juli 2020 wurden zehn Angeklagte zu verschiedenen Freiheitsstrafen verurteilt. Ein Angeklagter wurde freigesprochen. Der Fall sorgte deutschlandweit und international für Empörung und führte zu Diskussionen über die deutsche Einwanderungspolitik.

## Hintergrund
In Freiburg ereigneten sich 2018 mehrere öffentlich wahrgenommene Sexualstraftaten, nachdem dort bereits 2016 der Mordfall Maria Ladenburger große öffentliche Anteilnahme erregt hatte. Sowohl der Mörder Ladenburgers als auch die meisten der Täter der Serienvergewaltigung 2018 waren Flüchtlinge, die bereits vorher straffällig geworden waren. Freiburg wies von 2001 bis 2018 die höchste Kriminalitätsrate im Südwesten auf. Die Polizei gab auf einer Pressekonferenz am 2. November 2018 bekannt, dass die Zahl der Sexualdelikte in Freiburg im Jahr zuvor stark gestiegen sei, trotz einer verstärkten polizeilichen Präsenz. Mehr als 50 Prozent der Tatverdächtigen seien nichtdeutscher Herkunft. Insgesamt geht die Zahl der Straftaten im Land wie auch in Freiburg zurück, während die Kriminalität im öffentlichen Raum zunimmt (Stand 2018).

## Tathergang
Die Tat fand in der Nähe des Clubs „Hans-Bunte-Areal“ im Stadtteil Brühl statt, den die später vergewaltigte Frau mit einer Freundin besucht hatte. Der 21-jährige Syrer Majd H., der 2014 nach Deutschland gekommen war, wurde in der Pressemitteilung des Gerichts als „Hauptangeklagter“ bezeichnet. Er soll die unter Einfluss von Alkohol und anderen Drogen „erkennbar widerstandsunfähig[e]“ Frau in dem Wäldchen neben der Diskothek vergewaltigt haben. Anschließend soll er mehreren Freunden Bescheid gesagt haben, die sich an der insgesamt zweieinhalb Stunden dauernden seriellen Vergewaltigung beteiligt haben sollen. Vorige Quellen aus dem Gerichtsverfahren berichten von Zeugenaussagen der Freundin der Frau, wonach die beiden in der besagten Techno-Diskothek Ecstasy-Tabletten kauften und konsumierten.
Die vergewaltigte Frau erstattete am nächsten Morgen Anzeige bei der Polizei.

## Tatverdächtige
Innerhalb zweier Wochen wurden acht Männer – sieben Syrer und ein Deutscher – unter dringendem Tatverdacht festgenommen. Am 26. Oktober 2018 wurde der Fall öffentlich. Nach Auswertung von DNA-Spuren wurden vier weitere Verdächtige – zwei Syrer, ein Algerier und ein Deutscher – verhaftet.
Der mutmaßliche Haupttäter sowie ein weiterer Tatverdächtiger wurden per DNA-Spuren identifiziert. Augenzeugen wie etwa das Clubpersonal konnten weitere Tatverdächtige beschreiben. Ein Augenzeuge sprach von bis zu 15 Tatverdächtigen. Die meisten Tatverdächtigen wurden in Flüchtlingsunterkünften in und um Freiburg festgenommen. Der mutmaßliche Haupttäter gilt als Intensivtäter. Die Polizei räumte ein, dass bereits seit 10. Oktober ein Haftbefehl gegen ihn bestanden habe. Aus „ermittlungstaktischen“ und organisatorischen Gründen und da sein Aufenthaltsort nicht klar gewesen sei, sollte er aber erst einige Tage später festgenommen werden. Gegen ihn wurde wegen weiterer Delikte ermittelt, darunter eine mögliche weitere Vergewaltigung, Drogenbesitz und Drogenhandel – er wurde zudem verdächtigt, im größeren Umfang mit Marihuana gehandelt zu haben – sowie Körperverletzung.
Im Verlauf der Ermittlungen wurden drei Verdächtige wegen nicht ausreichenden Tatverdachts aus der Untersuchungshaft entlassen, ein vierter wegen nicht bestehender Fluchtgefahr. Sie wurden später wegen unterlassener Hilfeleistung angeklagt.

## Strafverfahren

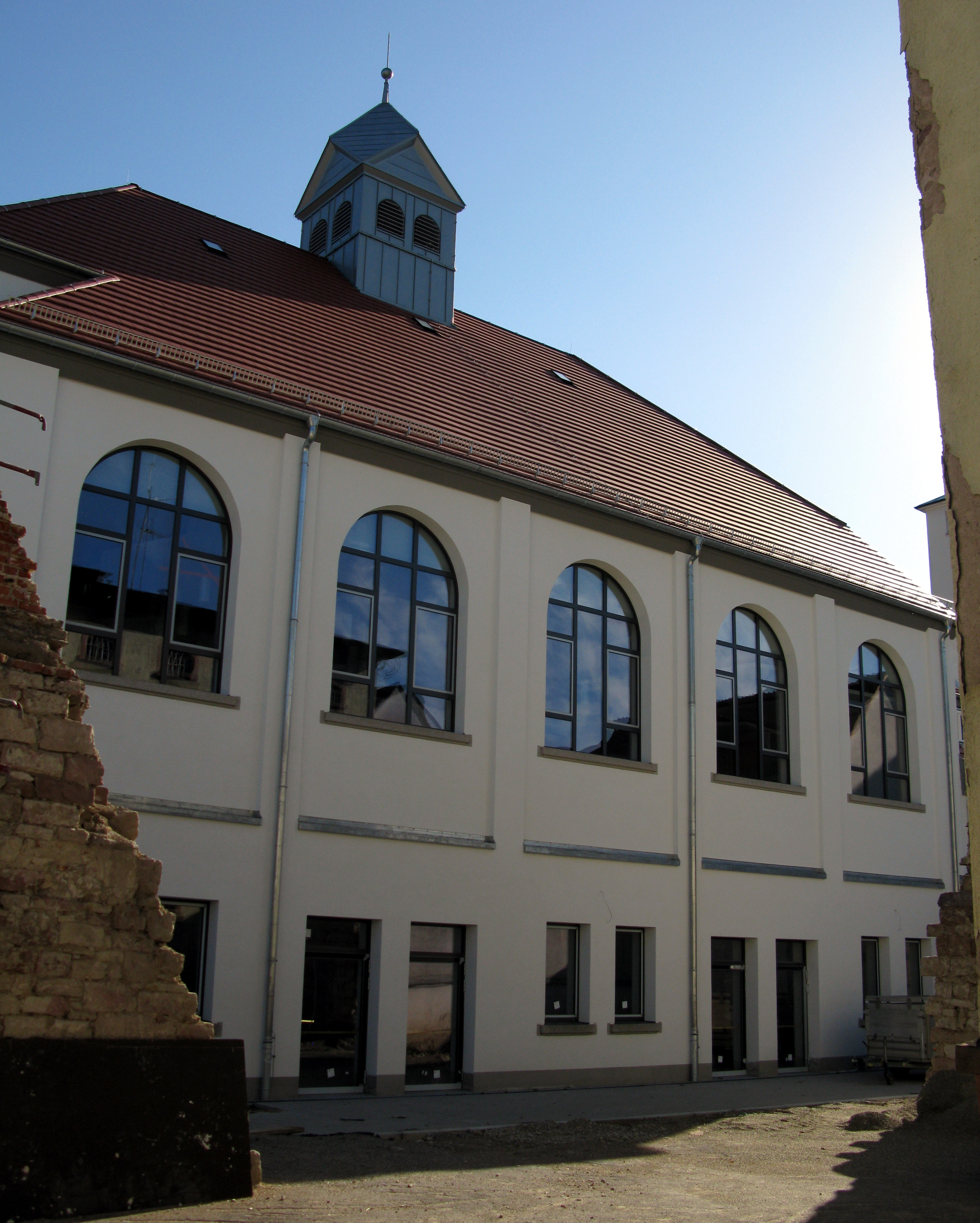
Paulussaal, wo der Prozess zur besseren Abstandswahrung wegen der COVID-19-Pandemie fortgesetzt wurde

Im Februar 2019 erhob die Staatsanwaltschaft Freiburg gegen den Haupttäter Majd H., 22, und einen 23-Jährigen Anklage vor der Jugendkammer des Landgerichts. Ihnen wurde die Vergewaltigung der Frau vorgeworfen, dazu unerlaubter Handel mit Betäubungsmitteln und unterlassene Hilfeleistung. Majd H. wurden zusätzlich Anstiftung zur Vergewaltigung vorgeworfen, außerdem zwei Fälle gefährlicher und vorsätzlicher Körperverletzung, ein versuchter sexueller Übergriff und exhibitionistische Handlungen. Beide Männer mussten sich noch wegen einer zweiten schweren Sexualstraftat verantworten, deshalb trennte die Staatsanwaltschaft ihre Verfahren von dem gegen die weiteren acht inhaftierten Männer ab. Gegen sie wurde in Freiburg ab 11. März 2021 wegen weiterer Vorwürfe – unter anderem des Vorwurfs einer weiteren Vergewaltigung – verhandelt.
Ende Mai 2019 gab die Jugendkammer des Landgerichts die Termine der einzelnen Verhandlungstage bekannt. 47 Zeugen und fünf Sachverständige waren geladen. Am 26. Juni 2019 begann die Hauptverhandlung vor dem Landgericht Freiburg. Noch nie hatte es dort einen Prozess mit acht Angeklagten gegeben. Außer diesen mussten Verteidiger, Dolmetscher und Staatsanwaltschaft im Schwurgerichtssaal IV Platz finden, was eine große logistische Herausforderung war und zu Umbauten im Gebäude führte.
Am dritten Verhandlungstag erhob Christiane Steiert, die Anwältin der Geschädigten und Nebenklägerin, Vorwürfe gegen mehrere Verteidiger, die am ersten Prozesstag gegenüber der Öffentlichkeit von Aussagen der Angeklagten berichtet hatten, die junge Frau habe in jener Nacht in dem Wäldchen beim Hans-Bunte-Club „massiv nach Sex verlangt“. Am folgenden Verhandlungstag behaupteten auch zwei der Angeklagten, dass der Sex einvernehmlich geschehen sei. Am fünften Verhandlungstag kamen die dokumentierten Verletzungen der Frau zur Sprache, die laut Gerichtsmedizin zu den Schilderungen der Geschädigten passten. Am 24. Juli sagte die Frau in einer nichtöffentlichen Sitzung aus. Sie war dabei aus einem anderen Saal per Video in den Verhandlungssaal zugeschaltet, um sie nicht mit den Angeklagten zu konfrontieren. Im Wesentlichen bestätigte sie die Vorwürfe der Anklage.
Am achten Prozesstag wurden drei Zeugen vernommen, deren Aussagen voneinander abwichen. Auch konnte keiner der Tatverdächtigen eindeutig identifiziert werden. Ende September 2019 wurde die Anklage gegen drei Männer fallen gelassen, die kurz darauf aus der Untersuchungshaft entlassen wurden. Danach waren noch acht Tatverdächtige in Haft.
Im November setzte das Landgericht Freiburg elf weitere Verhandlungstage bis zum 27. März 2020 fest. Damit stieg die Zahl der Prozesstage von 27 auf 38. Allen Angeklagten warf die Staatsanwaltschaft unterlassene Hilfeleistung vor: Die junge Frau soll durch Alkohol und andere Drogen in der Tatnacht in einem hilflosen Zustand gewesen sein.
Zu Beginn des 26. Verhandlungstages am 18. Dezember 2019 lehnte der Vorsitzende Richter den Antrag auf Zusammenlegung der acht Angeklagten ab. Den hatten mehrere Anwälte im Auftrag ihrer Mandanten zuvor gestellt.
Mitte Februar 2020 stützte der Gutachter Torsten Passie die Aussage der Frau. Im März fielen wegen der COVID-19-Pandemie zwei Prozesstage aus. Dann wurde er Mitte Mai unter Abstandwahrung im Paulussaal fortgesetzt.
Am 23. Juli 2020 ergingen nach 43 Verhandlungstagen die Urteile im Verfahren. Zehn der elf Angeklagten wurden verurteilt. Bei sieben der angeklagten Männer stellte das Gericht den Tatbestand der Vergewaltigung fest, bei einem einen (sonstigen) sexuellen Übergriff (vgl. § 177 StGB). Zwei weitere wurden wegen unterlassener Hilfeleistung verurteilt. Acht der Angeklagten erhielten eine Haftstrafe, zwei davon eine Jugendstrafe, zwei weitere eine Jugendstrafe auf Bewährung. Der Haupttäter Majd H. wurde zu einer Haftstrafe von fünf Jahren und sechs Monaten verurteilt. Er habe die Frau in das Gebüsch in der Nähe einer Disco gelockt und missbraucht. Später habe er den anderen Tätern berichtet und so die weiteren Vergewaltigungen ins Rollen gebracht. Sein Freund Alaa al M., der nach Überzeugung des Gerichts der Frau eine Ecstasy-Pille gegeben und möglicherweise K.-o.-Tropfen verabreicht hatte und sie als Zweiter vergewaltigt hatte, erhielt eine Haftstrafe von vier Jahren und drei Monaten. Zu vier Jahren Haft wurde der Deutsche Timo P. verurteilt. Ein Angeklagter, der die Frau nach Hause begleitete, wurde hinsichtlich dieser Geschehnisse freigesprochen, erhielt jedoch eine Jugendstrafe hinsichtlich eines Betäubungsmitteldelikts, das nicht mit dem Geschehen hier in Verbindung stand. Andere Angeklagte wurden wegen unterlassener Hilfeleistung verurteilt.
Die Behauptung der Täter, die sexuellen Handlungen seien einvernehmlich gewesen, wurde vom Gericht als Schutzbehauptung eingestuft. Die 18-jährige Frau litt nach einem ärztlichen Attest unter posttraumatischen Belastungsstörungen und Schlafproblemen.
Mit Beschluss vom 16. Juni 2021 wies der Bundesgerichtshof die Revisionen von fünf der Angeklagten zurück, mindestens ein Verurteilter hatte bereits seine Revision zurückgenommen. Das Urteil des Landgerichts Freiburg ist damit rechtskräftig.

## Reaktionen
Der Oberbürgermeister von Freiburg, Martin Horn (parteilos), sowie der Innenminister von Baden-Württemberg, Thomas Strobl, verurteilten die Tat. Gleichzeitig warnte Horn davor, Flüchtlinge pauschal zu verurteilen, und erhielt daraufhin Morddrohungen. Strobl forderte als Konsequenz, auch Abschiebungen nach Syrien zu prüfen sowie kriminellen Asylbewerbern ausschließlich Sachleistungen zu gewähren. FDP-Landesfraktionschef Hans-Ulrich Rülke forderte Strobls Rücktritt, da jener versucht habe, eine Panne bei der Vollstreckung des Haftbefehls zu vertuschen. Die Moderatorin Dunja Hayali forderte in einer Erklärung schnellere Abschiebungen von Tätern und befürwortete eine Gesetzesänderung, um dies möglich zu machen. Der Oberbürgermeister von Tübingen, Boris Palmer, forderte darüber hinaus, gewaltbereite Asylbewerber an abgelegenen Orten unterzubringen, was die im Gesetz verankerte Wohnsitzauflage ermögliche. Annegret Kramp-Karrenbauer forderte im November 2018, dass Straftätern nach einer Ausweisung die Wiedereinreise nicht nur nach Deutschland, sondern auch in den gesamten Schengen-Raum auf Lebenszeit verweigert werden müsse, und führte die serielle Vergewaltigung in Freiburg als Beispiel an.
Am 29. Oktober 2018 kam es in Freiburg zu drei Demonstrationen: eine der AfD/Junge Alternative sowie zwei Gegendemonstrationen, bei denen nach Schätzungen der Polizei 300 bis 500 Anhänger der AfD den insgesamt rund 2000 Gegendemonstranten gegenüberstanden. SternTV widmete dem Fall am 1. November eine Sendung; Wolfgang Bosbach (CDU) und Lamya Kaddor waren hierbei zu Gast.
Die Tat fand auch in den USA und Großbritannien Beachtung.
Die Pflichtverteidiger der Angeklagten erhielten, wie schon in früheren Großprozessen, massive anonyme Drohungen.
Im Juli 2019 sagte Ministerpräsident Kretschmanns Sprecher Arne Braun, die Regierung prüfe auf der Grundlage eines Entwurfs von 2018, ob sie eine gesetzliche Grundlage für die Einführung nächtlicher Ausgangssperren in Erstaufnahmeeinrichtungen schaffen kann. Weitere Sanktionen könne man sich bei Verstößen gegen die Hausordnung in diesen Einrichtungen vorstellen sowie Leistungskürzungen, evtl. auch Abschiebungen. Im Jugendstrafrecht, heißt es in dem Papier, „sollte von der Möglichkeit des Arrests, insbesondere auch des Warnschussarrests“ verstärkt Gebrauch gemacht werden.
Vor dem Urteilsspruch sagte Martin Horn in einem Interview der Süddeutschen Zeitung rückblickend: „Dieses furchtbare Verbrechen so zu instrumentalisieren, ist widerlich. Gleichzeitig bin ich stolz und dankbar, dass Freiburg bei aller Emotionalität doch sehr differenziert damit umgegangen ist, und dass es an diesem Tag [29. Oktober 2018] zehnmal mehr Gegendemonstranten waren, die gegen Pauschalisierung und Hass Flagge zeigten. […] Mit der größte Groll auf die Täter kam von Geflüchteten selbst.“